# Magnòlides
Les magnòlides (Magnoliidae o magnoliids) són un clade de les angiospermes, les plantes amb flors, format per quatre ordres que agrupen 18 famílies i unes 10.000 espècies, amb una distribució cosmopolita.

## Descripció
Són plantes molt diverses, arbres, arbusts, lianes o plantes herbàcies i moltes presenten característiques arcaiques. Es caracteritzen per produir els alcaloides benzilisoquinolina o l'aporfina que tenen una funció defensiva front els animals.

## Taxonomia
El nom de les magnòlides va ser publicat per primer cop pel botànic txec František Antonín Novák, (1892-1964), però la primera publicació vàlida la va fer l'any 1967 el botànic armeni Armèn Takhtadjan (1910-2009). Aquest nom botànic deriva del cognom del botànic occità Pierre Magnol (1638-1715).
A L'actual sistema de classificació de les angiospermes, APG IV (2016), el clade de les magnòlides, un subclade de les mesangisopermes, està format pels quatre ordres següents:
- Canellales Cronquist, 1957
- Piperales Bercht. & J.Presl, 1820
- Magnoliales Juss. ex Bercht. & J.Presl, 1820
- Laurales Juss. ex Bercht. & J.Presl, 1820

## Història taxonòmica

### Sistema APG
La primera versió del sistema de classificació APG (1998) no va reconèixer aquest clade però si els ordres de les magnolials, les laurals i les piperals, mentre que les canel·làcies no foren classificades dins de cap ordre. A la segona versió, APG II (2003), es va reconèixer l'odre de les canel·lals i el clade de les magnòlides, ja format pels quatre ordres que s'han mantingut a la tercera versió, APG III (2009), i a l'actual APG IV (2016) com a un subclades de les mesangisopermes.

### Altres sistemes
A l'antic sistema Cronquist (1981), les magnòlides eren una subclasse que agrupava els ordres següents:
- Magnoliales
- Laurales
- Piperales
- Aristolochiales
- Illiciales
- Nymphaeales
- Ranunculales
- Papaverales